# Демурине (станція)
Дему́рине  — проміжна залізнична станція Лиманської дирекції Донецької залізниці на електрифікованій лінії Чаплине — Покровськ між станціями Межова (22 км) та Просяна (12 км). Розташована в селищі Демурине Синельниківського району Дніпропетровської області.

## Історія
Станція відкрита у 1894 році.

## Пасажирське сполучення
На станції зупиняються приміські поїзди сполученням Чаплине — Межова. 
З 2015 року призначений електропоїзд Дніпро — Межова, яким є можливість дістатися без пересадки до станції Чаплине.